# Eulachhalle
Eulachhalle er en sportshal i Winterthur i Schweiz, der hovedsagligt bruges til håndbold og er hjemmebane for Pfadi Winterthur og Yellow Winterthur. Der er plads til 2.300 tilskuere i hallen.
I 2008 blev finalerne i EuroFloorball Cul spillet i hallen. Der har også været afholdt verdensmesterskaberne i indendørscykling i hallen i 1997 og i 2007. Ved mesterskaberne i 2007 var der 3.280 tilskuere i hallen .Der har også være afholdt messer og koncerter i hallen.
I oktober 2010 blev der også afholdt en kvalifikationskamp til EM i herrehåndbold 2012 mellem Schweiz og Danmark i hallen. 